# Olbrycht Karmanowski
Olbrycht Karmanowski (sinh khoảng năm 1580, mất sau năm 1632) là một nhà quý tộc Ba Lan, thành viên của Nhà thờ Brethren Ba Lan, cận thần, nhà thơ và dịch giả. Ông được coi là một trong những nhà thơ nhỏ của Ba Lan cuối thời Phục hưng và Baroque.

## Tiểu sử
Olbrycht Karmanowski sinh ra trong một gia đình quý tộc. Thông tin về cuộc sống của ông rất ít ỏi. Quốc huy của ông là Prus I. Ông được giáo dục tốt, có thể là trong các trường học ở Raków và Lubartów. Ông cũng từng đi du học. Ông tham gia Cuộc nổi dậy Zebrzydowski vào năm 1607. Sau đó, ông trở thành cận thần của một ông trùm quyền lực, công tước Krzysztof Radziwiłł người Litva  trẻ tuổi hơn (1585-1640). Trong số những người khác, ông là người giám sát các bất động sản của Radziwiłł.

## Công việc
Olbrycht Karmanowski là tác giả của một số bài thơ được lưu giữ cho đến ngày nay. Trong số các tác phẩm của ông là chu kỳ Pieśni pokutne (Bài thánh ca sám hối). Bài thơ nổi tiếng của ông là Olbrycht Karmanowski Piotrowi Kochanowskiemu, autorowi przełożenia "Gofreda" (Olbrycht Karmanowski gửi Piotr Kochanowski, người dịch cuốn Jerusalem Delivered 1618). Karmanowski's Pieśń 13. W chorobie (Canto 13. In an Illness) đặc biệt thú vị như một ví dụ ban đầu của việc dễ hiểu với caesura sau âm tiết thứ năm. Máy đo này, được Jan Kochanowski đưa vào câu thơ thời Phục hưng Ba Lan nhưng không được sử dụng nhiều trước thế kỷ 19, ngày nay cực kỳ phổ biến. Ông cũng sử dụng các khổ thơ Sapphic trong bài thơ O śmierci (Về cái chết). Karmanowski cũng là người dịch các câu thơ, bao gồm các bài thơ của Anacreon và Ovid.

## Sự chỉ trích
- Janusz Ziembiński, Twórczość poetycka Olbrychta Karmanowskiego [ Tác phẩm văn học của Olbrycht Karmanowski ], Uniwersytet Ślaski w Katowicach, Katowice 2010.